# Nikola Janović
Nikola Janović (Kotor, 1980. március 22. –) (montenegrói cirill átírással: Никола Јановић) kétszeres olimpiai 4. helyezett (2008, 2012), világbajnok (2005), és kétszeres Európa-bajnok (2001, 2008) montenegrói vízilabdázó, a PVK Jadran Herceg Novi játékosa. 2003-ig a tagja volt jugoszláv, 2003 és 2006 között pedig a Szerbia és Montenegró-i férfi vízilabda-válogatottnak. 2006 óta a montenegrói válogatott tagja. Öccse, Mlađan Janović szintén sikeres vízilabdázó.